# Киевская археографическая комиссия
Ки́евская археографи́ческая коми́ссия — первый всеукраинский институт по выявлению, изучению и публикации источников по истории Украины.

## Общие сведения
Киевская комиссия, став первой в ряду украинских археографических комиссий, была образована в 1843 году для сбора и публикации документальных материалов при канцелярии Киевского, Подольского и Волынского генерал-губернатора. Она занималась поиском документов в архивах местных судебно-административных учреждений, магистратов, монастырей, у частных лиц. Собранные документы создали ядро Киевского центрального архива древних актов (1852).
В 1921 году комиссия была преобразована в Археографическую комиссию ВУАН.